# Pacífic Camps Coll
Pacífic Camps Coll   (Ciutadella de Menorca, 1949) és un pintor menorquí.

## Biografia
Inicià la seva activitat laboral com a mecànic i ferrer, però el 1968 es traslladà a Barcelona per iniciar els seus estudis artístics a l'Escola de Belles Arts de Sant Jordi de Barcelona (1968-71), on s'endinsà dins el món de la pintura i el modelat. Allà també entrà en contacte amb les noves tendències del moment encapçalades per Antoni Tàpies, entre d'altres.
Durant la dècada dels 70 compaginà la seva activitat artística amb el treball en el camp del disseny i la publicitat. Des de l'any 1974 treballa com a coordinador i professor de l'Escola Municipal de Dibuix i Pintura de l'Ajuntament de Ciutadella de Menorca i de la sala municipal d'exposicions El Roser. El 1980 dugué a terme estudis de la tècnica del gravat a Palma i un any després conjuntament amb el pintor i també gravador Pere Pons obriren el primer taller de gravat calcogràfic de Menorca.
El 1990 inicià els seus estudis de pintura i moviment, mostrant el seu interès per la teràpia basada en la creació artística. Ha realitzat gran nombre d'exposicions, a Menorca, Mallorca, Barcelona i Madrid. També ha participat a nombroses mostres col·lectives sempre, amb un destacat èxit. La seva darrera exposició (2003) va ser una de caràcter antològic que es va realitzar de manera simultània a les sales El Roser de Ciutadella i a la Sala de Cultura de Sa Nostra de Maó on es van reunir obres dels seus 35 anys dedicats a la creació artística.
Els crítics l'han qualificat com un artista amb un potentíssim nivell de creativitat i tècnica. Encara que la seva pintura es pot emmarcar dins el llenguatge figuratiu, aquell que interpreta i recrea la realitat, a les seves obres sempre hi ha elements clarament personals, cosa que fa que sempre s'hi trobi un efecte de sorpresa. Es tracta d'un artista que, encara que no abandona la tècnica classicista, fa entrar a les seves creacions l'experimentació i la recerca més enllà dels cànons establerts.
Entre altres distincions que ha rebut per la seva feina, cal destacar: la Medalla al Mèrit de Dibuix al Saló de Primavera de l'Ateneu de Maó (1975), la Medalla de Plata del 2n Saló de Tardor de Ciutadella i la Primera Medalla de Dibuix i Gravat del Saló de Primavera de l'Ateneu de Maó (1976); la Medalla d'Or del 22è Saló de Primavera de l'Ateneu de Maó (1983); Primera Medalla, Premi de Pintura Festes de Gràcia de l'Ajuntament de Maó (1984) i el 2004 el Premi Ramon Llull.